# وادي الذئاب الوطن
وادي الذئاب الوطن هو فيلمٌ تركي من إنتاج شركة بانا فيلم، تدور أحداث الفيلم حول محاولة الانقلاب الفاشلة التي حدثت في تركيا في عام 2016 في شهر تموز/يوليو ويذكر الفيلم أبرز أحدداث محاولة الانقلاب والتي عارضها الشعب التركي وهو من بطولة الممثل نجاتي شاشماز وجاهد كايا أوغلو وإيرتوغرول شاكار 

## روابط خارجية
- وادي الذئاب الوطن على موقع IMDb (الإنجليزية)
- وادي الذئاب الوطن على موقع ألو سيني (الفرنسية)
- وادي الذئاب الوطن على موقع قاعدة بيانات الفيلم (الإنجليزية)
- وادي الذئاب الوطن على موقع ليتربوكسد (الإنجليزية)
- وادي الذئاب الوطن على موقع كينوبويسك (الروسية)